# دورنیر اوییشن نیجریه
دورنیر اوییشن نیجریه (به انگلیسی: Dornier Aviation Nigeria) یک شرکت هواپیمایی است که در ۱۹۷۹ میلادی تأسیس شده‌است. دفتر مرکزی دورنیر اوییشن نیجریه در کادونا، نیجریه واقع شده‌است و قطب این شرکت هواپیمایی در فرودگاه کادونا قرار دارد.